# Neolithobius underwoodi
Neolithobius underwoodi är en mångfotingart som först beskrevs av Charles Harvey Bollman 1888.  Neolithobius underwoodi ingår i släktet Neolithobius och familjen stenkrypare. Inga underarter finns listade i Catalogue of Life.